# Bizerba
Bizerba je německý poskytovatel vážících a nářezových technologií pro retail a průmyslových vážících, kontrolních a etiketovacích systémů.

## Historie
Bizerba byla založena v roce 1866 bratry Bizerovými v Balingenu. Svůj první patent získala v roce 1924. V roce 1965 firma představila své první elektronické zařízení. V roce 1993 byla založena česká pobočka pod názvem Bizerba Váhy s Systémy s.r.o., jejímž ředitelem a jednatelem se stal Karel Spěšný. V roce 2002 Bizerba přestavila první dotykovou obrazovku třídy CE, o pět let později byla zahájena výroba první generace modulární kontrolní váhy. V roce 2011 se CEO společnosti stal Andreas Wilhelm Kraut. V roce 2015 došlo k otevření pobočky v Singapuru.
Jméno společnosti je odvozeno od příjmení Bizer a jména města Balingen, kde má firma své sídlo od svého založení. Bizerba má celosvětově cca 3900 zaměstnanců ve 41 pobočkách světa.[zdroj?]

## Sortiment
Do sortimentu společnosti Bizerba patří váhová zařízení, nářezové stroje, označovací a váhové systémy, inspekční systémy, logistické systémy, etikety, čisticí prostředky a software pro retail i průmysl. Také se zabývá zpracováním masa a masných produktů.

## Bizerba Czech & Slovakia s.r.o
Česká pobočka byla založena v roce 1993. Sídlo má v Praze. Jednatel společnosti byl od jejího založení až do roku 2017 Karel Spěšný. V roce 2017 předal vedení společnosti Martinovi Dvořákovi. V témže roce došlo ke změně názvu společnosti na Bizerba Czech & Slovakia s.r.o. Společnost v ČR poskytuje kromě poradenství a prodeje hardwaru a softwaru také servis. Servisní středisko má kromě Prahy i v Prostějově.